# نايلا (فرانكونيا العليا)
مدِينة نَايلَا (بالألمانية: Stadt Naila) هِي مَدِينة أَلمانِيَّة فِي مِنطقة هُوف التَّابعة لمُحافظة فرانكُونيا العُليا فِي وِلاَية باڤارِيا فِي بجُمهُوريَّة أَلمَانيَا الاِتّحاديّة باِرتِفاع يصِل إِلى 512 مِتر فَوق مُستوى سطح اَلبحر، وبمِساحة تُقَدَّر بحوالَي 37 كم2.

## أعلام
- هانز بيتر فريدرش

## اُنظُر أيضاً
- باڤارِيا.
- فرانكُونيا العُليا.
- قائِمة مُدن أَلمَانيَا.

## وُصلات خارجيّة
- الصّفحة الرّسميّة لمَدِينة نَايلَا (باللُّغَةُ الألمانِيّة).

## مَراجع
1. ↑  "Alle politisch selbständigen Gemeinden mit ausgewählten Merkmalen am 31.12.2018 (4. Quartal)" (بالألمانية). Statistisches Bundesamt. Archived from the original on 2019-03-10. Retrieved 2019-03-10.
2. ↑  Alle politisch selbständigen Gemeinden mit ausgewählten Merkmalen am 31.12.2023 (بالألمانية), Statistisches Bundesamt, 28. Oktober 2024, QID:Q131220759, Archived from the original on 17 November 2024 {{استشهاد}}: تحقق من التاريخ في: |publication-date= (help)
3. ↑  GeoNames (بالإنجليزية), 2005, QID:Q830106